# Association of Southeast and East Asian Catholic Colleges and Universities
L'Association of Southeast and East Asian Catholic Colleges and Universities (ASEACCU) è l'associazione che riunisce le università e i college cattolici dei paesi dell'Asia orientale e sudorientale. Aderisce alla FIUC (Federazione internazionale delle università cattoliche).
Ne sono membri 91 università in 11 paesi.

## Membri

### Australia
- Australian Catholic University
- University of Notre Dame Australia

### Cambogia
- Saint Paul Institute

### Corea del Sud
- Catholic Kkottongnae University
- Catholic Sangji College
- Catholic University of Daegu
- The Catholic University of Korea
- Catholic University of Pusan
- Sogang University

### Filippine
- Adamson University
- Angeles University Foundation
- Assumption College San Lorenzo Makati
- Ateneo de Davao University
- Ateneo de Manila University
- Ateneo De Naga University
- Ateneo De Zamboanga University
- Colegio de San Juan de Letran Calamba
- Colegio San Agustin
- De La Salle Araneta University
- De La Salle-College of Saint Benilde
- De La Salle Lipa
- De La Salle University, Manila
- De La Salle University, Dasmarinas
- Holy Angel University
- Holy Name University
- Lourdes College
- Miriam College
- Notre Dame University
- Pasig Catholic College
- San Beda University
- Saint Louis College of San Fernando
- Saint Louis University
- Saint Mary's College of Tagum
- Saint Mary's University
- Saint Michael's College
- Saint Paul University Dumaguete
- Saint Paul University Manila
- Saint Paul University Quezon City
- Saint Paul University Philippines
- Saint Scholastica's College
- San Beda College, Alabang
- San Sebastian College – Recoletos de Cavite
- San Sebastian Collegio de Recoletos Manila
- Universidad de Sta Isabel
- University of Negros Occidental Recoletos
- University of Saint Louis Tuguegarao
- University of San Agustin
- University of San Carlos
- University of San Jose-Recoletos
- University of Santo Tomas
- University of Santo Tomas-Legazpi
- University of Saint La Salle
- University of the Immaculate Conception
- Xavier University

### Giappone
- Elisabeth University of Music
- Fuji Women's University
- Kagoshima Immaculate Heart University
- Kyoto Notre Dame University
- Nanzan University
- Notre Dame Seishin University
- Saint Catherine University
- Saint Mary's College
- Seisen Jogakuin College
- Seisen University
- Sendai Shirayuri Women's College
- Shirayuri University
- Sophia University
- Tenshi College
- University of the Sacred Heart

### Indonesia
- Atma Jaya Yogyakarta University
- Politeknik ATMI Surakarta
- Catholic University Atma Jaya Makassar
- Catholic University of Widya Mandala Madiun
- Parahyangan Catholic University
- Soegijapranata Catholic University
- Universitas Katolik Indonesia Atma Jaya
- Universitas Katolik Saint Thomas Sumatera Utara
- Universitas Katolik Widya Mandala Surabaya
- Universitas Katolik Widya Mandira
- Universitas Sanata Dharma

### Macao
- University of Saint Joseph

### Taiwan
- Fu Jen Catholic University
- Providence University
- Wenzao Ursuline University of Languages

### Timor Est
- Universidade Católica Timorense São João Paulo II

### Thailandia
- Assumption University
- Saint Johns University
- Saint Louis College
- Saint Theresa International College
- Xavier Learning Community

### Vietnam
- Catholic Institute of Vietnam